# 卡赫美士战役
卡赫美士战役是公元前605年新巴比伦王国与米堤亚王国的联军打败埃及与亚述帝国联军的战役。前七世纪后半叶开始，亚述帝国开始衰弱。前612年，新巴比伦与米堤亚的联军攻占亚述帝国首都尼尼微。亚述人迁都哈兰。前610年哈兰也被占领。亚述以幼发拉底河上游的卡尔凯美什为都。新巴比伦王国国王那波帕拉萨尔派其子尼布甲尼撒二世率领联军进攻亚述的残余势力。埃及法老尼科二世出兵援助后者。双方在卡赫美士激战。结果埃及败退，亚述帝国灭亡。